# Лабіринтовий орган

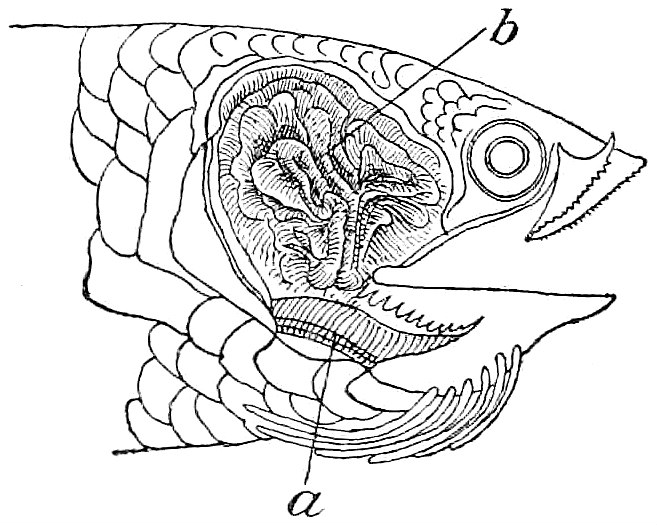
Органи дихання риби-повзуна: a — зябра, b — лабіринтовий орган

Лабіри́нтовий о́рган або лабіри́нтовий апара́т — спеціалізований додатковий орган дихання костистих риб підряду лабіринтових (Anabantoidei), який дозволяє їм дихати атмосферним повітрям.

## Будова
Розташований у верхній частині зябрової порожнини, лабіринтовий орган утворений з трансформованих зябрових дуг. Звивиста система численних складок, що підтримується кістковими пластинками, утворює справжній лабіринт, стінки якого пронизані величезною кількістю дрібних кровоносних судин.

## Функціонування
Певною мірою лабіринтовий апарат виконує роль легенів. Періодично риби спливають до поверхні води й хапають ротом чергову порцію повітря. Атмосферне повітря наповнює лабіринт й насичує кров киснем. Далі кров спрямовується до спинної аорти й розноситься по всьому тілу.
Лабіринтовий орган виник як засіб пристосування до життя у бідних на кисень водоймах. Це можуть бути мілкі водойми з розігрітою на сонці водою, заболочені ями, заливні рисові поля, навіть смердючі канави на узбіччі доріг. Деякі риби за рахунок цього органу на 50-70 % забезпечують свої потреби в кисні.
Додаткове дихання є для лабіринтових риб життєво необхідним. Якщо вони не матимуть доступу до поверхні води, то можуть загинути навіть у добре насиченій киснем воді, де їм цілком вистачило б і зябрового дихання.
Лабіринт розвивається з віком. Мальки лабіринтових риб не мають від народження лабіринтового органа. Він формується у них лише через 2-5 тижнів після народження.

## Лабіринтовий орган у різних видів
Відповідно до конкретних умов життя, у різних видів сформувалися різні лабіринтові органи. Найбільшим за розмірами й найбільш розвиненим цей орган є у риби-повзуна (Anabas testudineus), поширеної по всій Південній Азії. Ці унікальні риби можуть доволі тривалий час взагалі обходитись без води. Коли водойма, в якій мешкали повзуни, пересихає, риби по ранках переповзають вологою від роси травою до іншої водойми. Подорож може тривати декілька днів, а швидкість пересування становить близько 100 м/год. Риби-повзуни можуть також закопуватись в мул водойми і впадати в сплячку до настання сезону дощів.
У цейлонського макропода (Belontia signata), що мешкає у гірських річках Шрі-Ланки, лабіринтовий орган навпаки є відносно невеликим.